# 名古屋鉄道郵便局
名古屋鉄道郵便局（なごやてつどうゆうびんきょく）とは、かつて愛知県名古屋市に本局を置いていた郵便局である。

## 概要
鉄道郵便局は、日本の郵便局の種類の一つで、鉄道事業者に郵便車を運行させてこれに職員が乗務し、鉄道沿線の郵便局から継送される郵便物を輸送するとともに、郵便車内で郵便物をあて先地域別に区分する業務を行っていた。当局はそのうちおもに東海地方周辺の区間を担当した。

### 本局・分局
本局に管理部門が置かれるほか、各地の乗務・中継作業の拠点として主要ターミナル駅や分岐駅に分局が設置されていた。
- 本局 - 愛知県名古屋市中村区笹島町1（名古屋駅付近）
  - 1986年（昭和61年）廃止。
- 豊橋分局 - 愛知県豊橋市花田町（豊橋駅構内）
  - 1949年（昭和24年）7月1日 開局、1986年（昭和61年）10月1日廃止。
- 岐阜分局 - 岐阜県岐阜市橋本町1（岐阜駅構内）
  - 1950年（昭和25年）2月21日開局、1984年（昭和59年）2月1日廃止。
- 亀山分局 - 三重県亀山市御幸町（亀山駅構内）
  - 1955年（昭和30年）9月1日開局、1984年（昭和59年）2月1日廃止。

## 沿革
- 1903年（明治36年）
  - 4月1日 - 名古屋を含む11の鉄道郵便局が開設される[2]。
  - 12月 - 通信官署官制改正（4日公布、5日官報掲載）に伴い廃止される。業務は所在地一等郵便局が継承[3]。
- 1910年（明治43年）
  - 4月1日 - 名古屋鉄道郵便局を開局[1][4]。
    - 線路区域[5]
      - 東京神戸線の内静岡名古屋間
      - 大府武豊線
      - 豊橋大海線
      - 名古屋須原線
      - 名古屋大阪線の内名古屋奈良間
      - 亀山山田線
      - 柘植草津線
      - 弥富一宮線
      - 彦根貴生川線

  - 10月5日 - 名古屋須原線が名古屋上松線となる[6]。
  - 11月25日 - 名古屋上松線が名古屋福島線となる[7]。
- 1911年（明治44年）
  - 5月1日 - 名古屋福島線を削除[8]。
  - 7月21日 - 亀山山田線が亀山鳥羽線となる[9]。
- 1915年（大正4年）
  - 4月1日 - 弥富一宮線を削除[10]。
  - 8月1日 - 名古屋鉄道郵便局廃止、東京鉄道郵便局及び神戸鉄道郵便局がその業務を継承[11]。
- 1937年（昭和12年）10月1日 - 長野鉄道郵便局が名古屋市に移転の上名古屋鉄道郵便局となる[12]。
  - 線路区域[13]
    - 東京直江津線の内高崎直江津間
    - 名古屋長野線
    - 小淵沢小諸線
    - 松本北小谷線
    - 東京塩尻線の内甲府塩尻間
    - 豊橋辰野線
    - 豊橋名古屋線
    - 岡崎吉田線
    - 岐阜富山線の内岐阜高山間
    - 太田高鷲線
    - 名古屋岐阜線
    - 名古屋八百津線
    - 名古屋鳥羽線
    - 相可尾鷲線
- 1938年（昭和13年）3月11日 - 相可尾鷲線が相可木本線となる[14]。
- 1939年（昭和14年）10月1日 - 岡崎吉田線を削除[15]。
- 1940年（昭和15年）11月27日 - 等級を二等から一等に改定[16]。
- 1945年（昭和20年）8月1日 - 組織改正。
  - 線路区域[17]
    - 東京門司線の内浜松米原間
    - 名古屋長野線の内名古屋塩尻間
    - 豊橋辰野線の内豊橋飯田間
    - 豊橋名古屋線
    - 岐阜富山線の内岐阜高山間
    - 太田北濃線
    - 名古屋岐阜線
    - 名古屋八百津線
    - 名古屋鳥羽線
    - 相可木本線
- 1946年（昭和21年）3月1日 - 名古屋八百津線を削除[18]。
- 1948年（昭和23年）
  - 2月25日 - 鉄道郵便乗務員の服務方法に関するGHQ指令[19]が発出され、職員配置の大幅な異動・所要の施設整備等を行うこととなる[20]。
    - 業務の合理化
      - 乗務行程の合理化
      - 複数の区間の乗務を兼務し循環服務する体制をやめ、原則として乗務区間ごとに乗務員の配置を固定
      - 本局等から乗務区間までの長距離の便乗の解消

    - 具体的には次のような対応がとられた。
      - 乗務区間に応じた地方の拠点（分局等）への職員の分散配置
      - 各地に職員住宅や乗務員事務室等の整備
      - 乗務行程見直しにより乗務員配置が難しくなる末端の支線等では取扱便から託送便への変更や専用自動車便への移行など

    - 当局では、乗務担当区間均衡化のため隣接局との間で所掌区間の変更が行われ、名古屋長野線の名古屋 - 塩尻間を長野鉄道郵便局に移管し、東京門司線の米原 - 大阪間について大阪鉄道郵便局から移管を受けた。

  - 8月16日 - 組織改正。
    - 線路区域[21]
      - 東京門司線の内浜松大阪間
      - 豊橋辰野線の内豊橋飯田間
      - 岐阜富山線の内岐阜高山間
      - 太田北濃線
      - 名古屋鳥羽線
      - 松坂木本線
- 1949年（昭和24年）7月1日 - 組織改正、豊橋分局設置
  - 線路区域[22]
    - 本局
      - 東京門司線の内浜松大阪間
      - 岐阜富山線の内岐阜高山間
      - 名古屋鳥羽線
      - 松坂木本線

    - 豊橋分局
      - 豊橋辰野線の内豊橋飯田間
- 1950年（昭和25年）2月21日 - 組織改正、岐阜分局及び積替駐在設置
  - 線路区域及び積替駐在[23]
    - 本局
      - 東京門司線の内浜松大阪間
      - 名古屋鳥羽線
      - 松坂木本線
      - 名古屋
      - 亀山

    - 豊橋分局
      - 豊橋辰野線の内豊橋飯田間
      - 豊橋

    - 岐阜分局
      - 岐阜富山線の内岐阜高山間
      - 太田北濃線
      - 岐阜
- 1955年（昭和30年）9月1日 - 亀山分局を設置[24]。
- 1972年（昭和47年）3月 - 東京門司線について、乗務員の郵便物区分方法・郵便物輸送体系を変更し、「東京門司線の乗務員を経由して運送する郵便物の区分特例」（東京門司線特例）を制定[25]。
  - 1972年（昭和47年）3月の国鉄のダイヤ改正で東海道・山陽線の小荷物・郵便列車の停車駅が削減・集約され、同線で運行される東京門司線は停車駅の大幅な減少により直接受け渡しのできない郵便局が増加するため、輸送体系を改め、乗務員の郵便物区分方法も変更することとしたもの。
  - 速達扱いを除き乗務員は郵便番号の上二けた目までによる地域別の区分を行うこととする。
  - 東京門司線沿線地域には、二けた地域ごとに地域内の区分を行う郵便局を「地域区分局」として指定し整備。
  - 東京門司線乗務員により二けた区分された郵便物は地域区分局へ送付し、地域区分局が三けた・五けた区分を行って自動車便で域内の各郵便局へ配送。
- 1984年（昭和59年）2月1日 - 岐阜・亀山の各分局を廃止[26]。
- 1986年（昭和61年）10月1日 - 名古屋鉄道郵便局本局及び豊橋分局を廃止[27]。

## 取扱内容
- 鉄道郵便車に乗務し、車内で区分及び郵袋、小包の積み下ろし事務。
- 局舎や駅の郵便室で、郵便物の受け渡し・郵袋や小包の区分事務。